# PLOS One
«PLOS One» — міжнародний міждисциплінарний рецензований науковий журнал з відкритим доступом до публікацій, який публікує наукові дослідження і огляди в галузі природничих та медичних наук. Заснований у 2006 році неприбутковою організацією Public Library of Science (укр. «Публічна бібліотека науки»). Всі статті в журналі ліцензовані ліцензією Creative Commons CC-BY-SA 4.0. Журнал є найбільшим у світі за кількістю опублікованих статей за рік — більше 31 тисяч у 2013 році.

## Тематика
Журнал публікує оригінальні наукові дослідження, обґрунтовані гіпотези, коментарі наукових експертів щодо певної теми, замітки про відкриття, огляди.

## Редакційна рада
Головним редактором журналу є Деміен Петтінсон (англ. Damian Pattinson). У складі ради нема визначних науковців, більшість ради складають особи віком до 50 років.
Також є спільнота секційних редакторів, які надають поради редакції

## Історія
2002 року приватний фонд видав неприбутковій організації PLOS грант на суму 9 мільйонів доларів США для створення та розвитку журналу з відкритим доступом.

## Подача публікації
Процес публікації коштує автору 1495 доларів США, проте редакція надає суттєві знижки авторам з країн з низьким рівнем доходів.

## Впливовість
З 2009 року журналу присвоюється імпакт-фактор за рейтингом Thomson Reuters. Коефіцієнт впливовості журналу стабільно падає з 2011 року через навалу статей та гонитву авторів за публікаціями в журналі з імпакт-фактором.
| Рік  | Імпакт-фактор | Кількість статей | Кількість цитувань |
| ---- | ------------- | ---------------- | ------------------ |
| 2009 | 4.351         | 4263             | 20466              |
| 2010 | 4.411         | 6714             | 42795              |
| 2011 | 4.092         | 13781            | 75544              |
| 2012 | 3.73          | 23406            | 133246             |
| 2013 | 3.534         | 31496            | 226708             |
| 2014 | 3.234         | 30040            | 332716             |
| 2015 | 3.057         | 28114            | 425015             |
| 2016 | 2.806         | 22077            | 425015             |
| 2017 | 2.766         | 20328            | 425015             |

Оцінити можна не лише фактор впливовості та індекс цитування статті, але й частоту відвідуваності кожної статті на сайті журналу.

## Критика
Науковці критикували PLOS One за неякісну та довгу процедуру рецензування.